# Abdelilah Saber
Abdelilah Saber (Casablanca, 21 aprile 1974) è un ex calciatore marocchino, di ruolo difensore.

## Carriera

### Club
Dopo aver iniziato la carriera nel Wydad Casablanca, nel gennaio 1997 venne ingaggiato dallo Sporting Lisbona. Nel gennaio 2000 perse il posto da titolare per via dell'arrivo di César Prates; ciononostante vinse il Primeira Liga 1999-2000. Al termine della stagione fu ceduto in prestito al Napoli assieme a Facundo Quiroga e Luís Vidigal, per poi essere acquistato definitivamente dai partenopei al termine della stagione 2000-2001, nonostante la retrocessione in Serie B. Il difensore ha giocato nel campionato cadetto per tre anni, due e mezzo con il Napoli e mezzo anno con il Torino, prima di rescindere il contratto con i piemontesi e ritirarsi definitivamente a soli 30 anni.

### Nazionale
Con la Nazionale di calcio del Marocco ha totalizzato 53 presenze e segnato 1 gol. Ha inoltre partecipato al campionato del mondo 1998 in Francia, disputando tutte e tre le partite della fase a gironi del torneo, e alla Coppa d'Africa 2000.

## Statistiche

### Cronologia presenze e reti in Nazionale
| Cronologia completa delle presenze e delle reti in nazionale ― Marocco | Cronologia completa delle presenze e delle reti in nazionale ― Marocco | Cronologia completa delle presenze e delle reti in nazionale ― Marocco | Cronologia completa delle presenze e delle reti in nazionale ― Marocco | Cronologia completa delle presenze e delle reti in nazionale ― Marocco | Cronologia completa delle presenze e delle reti in nazionale ― Marocco | Cronologia completa delle presenze e delle reti in nazionale ― Marocco | Cronologia completa delle presenze e delle reti in nazionale ― Marocco |
| Data                                                                   | Città                                                                  | In casa                                                                | Risultato                                                              | Ospiti                                                                 | Competizione                                                           | Reti                                                                   | Note                                                                   |
| ---------------------------------------------------------------------- | ---------------------------------------------------------------------- | ---------------------------------------------------------------------- | ---------------------------------------------------------------------- | ---------------------------------------------------------------------- | ---------------------------------------------------------------------- | ---------------------------------------------------------------------- | ---------------------------------------------------------------------- |
| 15-11-1995                                                             | Rabat                                                                  | Marocco                                                                | 2 – 0                                                                  | Mali                                                                   | Amichevole                                                             | -                                                                      |                                                                        |
| 20-3-1996                                                              | Dubai                                                                  | Marocco                                                                | 2 – 0                                                                  | Egitto                                                                 | Amichevole                                                             | -                                                                      |                                                                        |
| 23-3-1996                                                              | Dubai                                                                  | Marocco                                                                | 2 – 2                                                                  | Corea del Sud                                                          | Amichevole                                                             | -                                                                      |                                                                        |
| 26-3-1996                                                              | Dubai                                                                  | Emirati Arabi Uniti                                                    | 1 – 0                                                                  | Marocco                                                                | Amichevole                                                             | -                                                                      |                                                                        |
| 29-8-1996                                                              | Settat                                                                 | Marocco                                                                | 7 – 0                                                                  | Zaire                                                                  | Amichevole                                                             | -                                                                      |                                                                        |
| 4-10-1996                                                              | Il Cairo                                                               | Egitto                                                                 | 1 – 1                                                                  | Marocco                                                                | Qual. Coppa d'Africa 1998                                              | -                                                                      |                                                                        |
| 9-11-1996                                                              | Rabat                                                                  | Marocco                                                                | 4 – 0                                                                  | Sierra Leone                                                           | Qual. Mondiali 1998                                                    | -                                                                      |                                                                        |
| 11-12-1996                                                             | Casablanca                                                             | Marocco                                                                | 2 – 2 (6 – 7 dtr)                                                      | Croazia                                                                | Trofeo di calcio Hassan II 1996 - Semifinale                           | -                                                                      | 88’                                                                    |
| 12-1-1997                                                              | Kumasi                                                                 | Ghana                                                                  | 2 – 2                                                                  | Marocco                                                                | Qual. Mondiali 1998                                                    | -                                                                      |                                                                        |
| 22-2-1997                                                              | Dakar                                                                  | Senegal                                                                | 0 – 0                                                                  | Marocco                                                                | Qual. Coppa d'Africa 1998                                              | -                                                                      |                                                                        |
| 6-4-1997                                                               | Libreville                                                             | Gabon                                                                  | 0 – 4                                                                  | Marocco                                                                | Qual. Mondiali 1998                                                    | -                                                                      |                                                                        |
| 26-4-1997                                                              | Freetown                                                               | Sierra Leone                                                           | 0 – 1                                                                  | Marocco                                                                | Qual. Mondiali 1998                                                    | -                                                                      |                                                                        |
| 31-5-1997                                                              | Rabat                                                                  | Marocco                                                                | 4 – 0                                                                  | Etiopia                                                                | Qual. Coppa d'Africa 1998                                              | -                                                                      |                                                                        |
| 7-6-1997                                                               | Casablanca                                                             | Marocco                                                                | 1 – 0                                                                  | Ghana                                                                  | Qual. Mondiali 1998                                                    | -                                                                      |                                                                        |
| 21-6-1997                                                              | Rabat                                                                  | Marocco                                                                | 1 – 0                                                                  | Egitto                                                                 | Qual. Coppa d'Africa 1998                                              | -                                                                      |                                                                        |
| 13-7-1997                                                              | Addis Abeba                                                            | Etiopia                                                                | 0 – 1                                                                  | Marocco                                                                | Qual. Coppa d'Africa 1998                                              | -                                                                      |                                                                        |
| 27-7-1997                                                              | Rabat                                                                  | Marocco                                                                | 3 – 0                                                                  | Senegal                                                                | Qual. Coppa d'Africa 1998                                              | -                                                                      |                                                                        |
| 17-8-1997                                                              | Casablanca                                                             | Marocco                                                                | 2 – 0                                                                  | Gabon                                                                  | Qual. Mondiali 1998                                                    | -                                                                      |                                                                        |
| 9-10-1997                                                              | Belém                                                                  | Brasile                                                                | 2 – 0                                                                  | Marocco                                                                | Amichevole                                                             | -                                                                      |                                                                        |
| 14-1-1998                                                              | Casablanca                                                             | Marocco                                                                | 2 – 1                                                                  | Angola                                                                 | Amichevole                                                             | -                                                                      |                                                                        |
| 9-2-1998                                                               | Bobo-Dioulasso                                                         | Marocco                                                                | 1 – 1                                                                  | Zambia                                                                 | Coppa d'Africa 1998 - 1º turno                                         | -                                                                      |                                                                        |
| 13-2-1998                                                              | Bobo-Dioulasso                                                         | Marocco                                                                | 3 – 0                                                                  | Mozambico                                                              | Coppa d'Africa 1998 - 1º turno                                         | -                                                                      | 46’                                                                    |
| 22-4-1998                                                              | Sofia                                                                  | Bulgaria                                                               | 2 – 1                                                                  | Marocco                                                                | Amichevole                                                             | -                                                                      | 61’                                                                    |
| 27-5-1998                                                              | Casablanca                                                             | Marocco                                                                | 0 – 1                                                                  | Inghilterra                                                            | Trofeo di calcio Hassan II 1998                                        | -                                                                      |                                                                        |
| 29-5-1998                                                              | Casablanca                                                             | Marocco                                                                | 2 – 2 (6 – 5 dtr)                                                      | Francia                                                                | Trofeo di calcio Hassan II 1998                                        | -                                                                      | 67’                                                                    |
| 4-6-1998                                                               | Avignone                                                               | Marocco                                                                | 1 – 1                                                                  | Cile                                                                   | Amichevole                                                             | -                                                                      |                                                                        |
| 10-6-1998                                                              | Montpellier                                                            | Norvegia                                                               | 2 – 2                                                                  | Marocco                                                                | Mondiali 1998 - 1º turno                                               | -                                                                      |                                                                        |
| 16-6-1998                                                              | Nantes                                                                 | Brasile                                                                | 3 – 0                                                                  | Marocco                                                                | Mondiali 1998 - 1º turno                                               | -                                                                      | 76’                                                                    |
| 23-6-1998                                                              | Saint-Étienne                                                          | Marocco                                                                | 3 – 0                                                                  | Scozia                                                                 | Mondiali 1998 - 1º turno                                               | -                                                                      | 72’                                                                    |
| 2-9-1998                                                               | Tangeri                                                                | Marocco                                                                | 2 – 0                                                                  | Senegal                                                                | Amichevole                                                             | -                                                                      |                                                                        |
| 3-10-1998                                                              | Casablanca                                                             | Marocco                                                                | 3 – 0                                                                  | Sierra Leone                                                           | Qual. Coppa d'Africa 2000                                              | -                                                                      |                                                                        |
| 24-12-1998                                                             | Agadir                                                                 | Marocco                                                                | 4 – 1                                                                  | Bulgaria                                                               | Amichevole                                                             | -                                                                      |                                                                        |
| 20-1-1999                                                              | Marsiglia                                                              | Francia                                                                | 1 – 0                                                                  | Marocco                                                                | Amichevole                                                             | -                                                                      |                                                                        |
| 24-1-1999                                                              | Conakry                                                                | Guinea                                                                 | 1 – 1                                                                  | Marocco                                                                | Qual. Coppa d'Africa 2000                                              | -                                                                      |                                                                        |
| 28-2-1999                                                              | Lomé                                                                   | Togo                                                                   | 2 – 3                                                                  | Marocco                                                                | Qual. Coppa d'Africa 2000                                              | -                                                                      |                                                                        |
| 10-4-1999                                                              | Casablanca                                                             | Marocco                                                                | 1 – 1                                                                  | Togo                                                                   | Qual. Coppa d'Africa 2000                                              | -                                                                      |                                                                        |
| 7-9-1999                                                               | Liegi                                                                  | Belgio                                                                 | 4 – 0                                                                  | Marocco                                                                | Amichevole                                                             | -                                                                      | 8’                                                                     |
| 17-11-1999                                                             | Marrakech                                                              | Marocco                                                                | 2 – 1                                                                  | Stati Uniti                                                            | Amichevole                                                             | -                                                                      | 46’                                                                    |
| 18-1-2000                                                              | El Jadida                                                              | Marocco                                                                | 1 – 0                                                                  | Trinidad e Tobago                                                      | Amichevole                                                             | -                                                                      | 46’                                                                    |
| 25-1-2000                                                              | Lagos                                                                  | Marocco                                                                | 1 – 0                                                                  | Rep. del Congo                                                         | Coppa d'Africa 2000 - 1º turno                                         | -                                                                      |                                                                        |
| 29-1-2000                                                              | Lagos                                                                  | Marocco                                                                | 0 – 0                                                                  | Tunisia                                                                | Coppa d'Africa 2000 - 1º turno                                         | -                                                                      |                                                                        |
| 3-2-2000                                                               | Lagos                                                                  | Nigeria                                                                | 2 – 0                                                                  | Marocco                                                                | Coppa d'Africa 2000 - 1º turno                                         | -                                                                      |                                                                        |
| 9-4-2000                                                               | Bakau                                                                  | Gambia                                                                 | 0 – 1                                                                  | Marocco                                                                | Qual. Mondiali 2002                                                    | -                                                                      | 22’                                                                    |
| 22-4-2000                                                              | Casablanca                                                             | Marocco                                                                | 2 – 0                                                                  | Gambia                                                                 | Qual. Mondiali 2002                                                    | -                                                                      |                                                                        |
| 9-7-2000                                                               | Fès                                                                    | Marocco                                                                | 2 – 1                                                                  | Algeria                                                                | Qual. Mondiali 2002                                                    | -                                                                      | 19’                                                                    |
| 2-9-2000                                                               | Libreville                                                             | Gabon                                                                  | 2 – 0                                                                  | Marocco                                                                | Qual. Coppa d'Africa 2002                                              | -                                                                      |                                                                        |
| 8-10-2000                                                              | Casablanca                                                             | Marocco                                                                | 1 – 0                                                                  | Kenya                                                                  | Qual. Coppa d'Africa 2002                                              | -                                                                      |                                                                        |
| 24-2-2001                                                              | Rabat                                                                  | Marocco                                                                | 0 – 0                                                                  | Senegal                                                                | Qual. Mondiali 2002                                                    | -                                                                      | 57’                                                                    |
| 3-10-2002                                                              | Rabat                                                                  | Marocco                                                                | 6 – 1                                                                  | Niger                                                                  | Amichevole                                                             | -                                                                      | Uscita                                                                 |
| 13-10-2002                                                             | Rabat                                                                  | Marocco                                                                | 5 – 0                                                                  | Guinea Equatoriale                                                     | Qual. Coppa d'Africa 2004                                              | -                                                                      |                                                                        |
| 12-2-2003                                                              | Parigi                                                                 | Marocco                                                                | 1 – 0                                                                  | Senegal                                                                | Amichevole                                                             | 1                                                                      |                                                                        |
| 29-3-2003                                                              | Freetown                                                               | Sierra Leone                                                           | 0 – 1                                                                  | Marocco                                                                | Qual. Coppa d'Africa 2004                                              | -                                                                      | 74’                                                                    |
| 30-4-2003                                                              | Rabat                                                                  | Marocco                                                                | 0 – 1                                                                  | Costa d'Avorio                                                         | Amichevole                                                             | -                                                                      | 80’                                                                    |
| Totale                                                                 |                                                                        | Presenze                                                               | 53                                                                     |                                                                        | Reti                                                                   | 1                                                                      |                                                                        |

## Palmarès

### Club

#### Competizioni nazionali
- Coppa del Marocco: 2

Wydad Casablanca: 1993-1994, 1996-1997
- Campionato portoghese: 1

Sporting Lisbona: 1999-2000

#### Competizioni internazionali
- Coppa dei Campioni afro-asiatica: 1

Wydad Casablanca: 1993